# Phaonia laeta
Phaonia laeta är en tvåvingeart som först beskrevs av Fallen 1823.  Phaonia laeta ingår i släktet Phaonia och familjen husflugor. Arten är reproducerande i Sverige. Inga underarter finns listade i Catalogue of Life.